# Apotolamprus milloti
Apotolamprus milloti là một loài bọ cánh cứng trong họ Bọ hung (Scarabaeidae).